# Finos Film
La Finos Film était l'une des plus grandes sociétés de production cinématographique en Grèce. Elle était dirigée par Filopímin Fínos.

## Histoire
En 1939, Filopímin Fínos qui voulait faire du cinéma installa ses studios dans la villa de son père dans la banlieue d'Athènes avant d'y créer en 1942 sa maison de production, la Finos Film. Il tourna alors son seul film en tant que réalisateur : Le Chant du départ. Le premier film de sa maison de production fut en 1943, le mélodrame La Voix du cœur qui reçut un très bon accueil public avec 102 237 entrées lors de sa sortie à Athènes.
Filopímin Fínos était en fait beaucoup plus intéressé par les aspects techniques qu'artistiques, d'où son abandon de la réalisation. Par contre, il sut toujours adapter ses studios, voire les déménager, pour suivre les innovations technologiques. Il sut ainsi faire les investissements nécessaires pour maintenir la rentabilité de sa société pendant ses quarante-cinq ans d'existence. Il la plaça ainsi toujours en tête de la production cinématographique grecque aussi bien quantitativement en nombre de films produits que qualitativement. Ses concurrents eurent ainsi des difficultés à suivre.
L'avènement de la télévision se fit durant la dictature des colonels. Filopímin Fínos refusa le nouveau media et refusa tout lien avec celui-ci. Cela fut fatal à sa maison de production.

## Artistes
Dès les années 1940, Filopímin Fínos engagea les artistes les plus réputés du pays. Il leur resta ensuite fidèle, engageant très peu de nouveaux collaborateurs.
Au total, il travailla avec neuf réalisateurs durant les vingt premières années. Les premiers recrutés furent Alékos Sakellários, Yórgos Tzavéllas, Níkos Tsifóros et Dimitris Iannopoulos (el), tous confirmés soit par des films précédents soit par leur carrière théâtrale. Il en fut de même avec Oréstis Láskos et Dínos Katsourídis. Dans les années 1950, ne furent recrutés que Dínos Dimópoulos et Frixos Iliadis. La décennie suivante, l'arrivée de Yánnis Dalianídis fut décisive. Il fut le réalisateur par excellence de la maison de production, avec à lui seul 59 des 170 films de la société. Les deux-tiers des films furent réalisés par la triade Dalianídis-Dimópoulos-Sakellários. Ces trois réalisateurs avaient su découvrir les goûts du public et lui offraient régulièrement ce qu'il attendait. Ils participèrent au succès commercial de la compagnie. Lorsque la Finos recruta parmi les jeunes réalisateurs (Michael Cacoyannis ou Níkos Koúndouros), ce fut après leur consécration internationale. Ensuite, pour faire face à la demande et à la production de masse, une quinzaine de réalisateurs nouveaux vinrent tourner quelques films. Cependant, il ne s'agissait jamais de jeunes réalisateurs à qui la Finos aurait accordé leur chance. Les nouveaux réalisateurs avaient déjà tourné (Vasílis Georgiádis, Panos Glykofrydis (el) ou Errikos Thalassinos) ou étaient des techniciens confirmés appartenant à l'entreprise (Pavlos Tassios, Stavros Tsiolis, Petros Lykas, Nikos Foskolos), parfois d'acteurs passant derrière la caméra (Dinos Iliopoulos (el), Yorgos Konstantinou (en) ou Dimitris Nikolaïdis (en)).
Les scénaristes attitrés de la Finos Film étaient aussi des artistes reconnus : dramaturges et écrivains célèbres de l'époque (Dimitris Bogris ou Dimitris Ioannopoulos) dont certains devenaient aussi réalisateurs (Tzavéllas ou Dimópoulos). Les scénarios étaient soit des adaptations des pièces à succès de l'époque, soit des œuvres originales, proches des conventions théâtrales et écrites par des auteurs de théâtre, en fait adaptées à ce que le public connaissait et demandait. Le succès au cinéma en 1948 de Les Allemands reviennent, pièce d'Alékos Sakellários qui avait triomphé avec la troupe théâtrale de Marika Kotopouli en 1946 posa les bases du fonctionnement de la Finos Film pour de nombreux films : le dramaturge adaptait, voire réalisait, sa propre pièce au cinéma, avec pratiquement les mêmes acteurs que sur scène. Comme la pièce avait été un succès, celui du film était quasi assuré.

## Production
Dans les années 1940, la Finos Film produisit une dizaine de films, une trentaine la décennie suivante, soit trois films par an, et une centaine dans les années 1960, avec un apogée en 1969 avec 14 films produits.
Les trois premiers films de la maison de production furent des drames, mais elle s'orienta rapidement vers le genre de la comédie. La première fut Prends femme dans ton pays en 1946.

## Films produits
- 1943 : La Voix du cœur
- 1946 : Prends femme dans ton pays
- 1947 : Visages oubliés
- 1948 : Les Allemands reviennent
- 1950 : L'Ivrogne
- 1952 : L'Agnès du port
- 1952 : Le Malchanceux
- 1953 : Le Petit Chauffeur
- 1955 : La Fausse Livre d'or
- 1955 : Golfo
- 1958 : Fin de crédit
- 1958 : On ne vit qu'une fois
- 1959 : Astéro
- 1959 : Qui aime bien châtie bien
- 1960 : Maddalena
- 1961 : Aliki dans la marine
- 1962 : Certains l'aiment froid
- 1962 : Électre
- 1964 : Ça brûle
- 1965 : Des Filles à croquer
- 1966 : Stefania
- 1971 : Papaflessas
- 1973 : Marie du silence